# Pteridrys lofouensis
Pteridrys lofouensis är en ormbunkeart som först beskrevs av Christ, och fick sitt nu gällande namn av Carl Frederik Albert Christensen och Ching. Pteridrys lofouensis ingår i släktet Pteridrys och familjen Tectariaceae. Inga underarter finns listade.